# Апостоли, Николай Николаевич
Николай Николаевич Апостоли (1 мая 1861, Николаев, Николаевское и Севастопольское военное губернаторство — 1937, Ленинград) — русский морской офицер греческого происхождения, капитан 1-го ранга, основатель морской фотографии, издатель открыток.
Представитель династии морских офицеров — основателем которой был подполковник Корпуса корабельных инженеров В. Г. Апостоли. Сын Николая Николаевича — Борис Апостоли — также морской офицер.

## Биография
Николай Апостоли родился 1 мая 1861 года в Николаеве. Его отец, Николай Васильевич Апостоли (1836—1868), был морским офицером, служил на кораблях Черноморского флота. Во время Крымской войны (1853—1856) юнкером участвовал в героической обороне Севастополя, получил ранение в голову, от последствий которого скончался. Мать Николая, Елизавета Арсентьевна Рожественская, второй раз вышла замуж — за офицера флота Александра Давыдовича Бек-Джевагирова и родила ему двух сыновей: Алексея и Григория. Вскоре умерла и она. Оставшись круглым сиротой, Николай вместе с сестрой Надеждой и единоутробными братьями был взят на воспитание в семью адмирала Г. И. Бутакова, супруга которого, Мария Арсентьевна, была родной теткой Николая.
По окончании Морского кадетского корпуса (1884) произведён в мичманы. В 1893 году — младший флаг-офицер при начальнике эскадры Атлантического океана. В 1894 — флаг-офицер штаба командира учебно-артиллерийского отряда Балтийского флота.
С 1900 года — старший флаг-офицер учебно-практического отряда Балтийского моря. В 1905—1907 годах — штаб-офицер Оперативного отделения штаба Кронштадтского порта.
В 1907 году капитан 2-го ранга Апостоли выразил беспокойство за состояние руководства наблюдением и радиосвязью на флоте, не удовлетворявшее потребностям управления силами (аналогичная ситуация сложилась и на Чёрном море, где внедрением радиосвязи на флоте занимался В. Н. Кедрин). Апостоли предложил, в частности, сосредоточить все посты и радиостанции флота в одних руках. Как следствие, ему было поручено разработать положения и штаты наблюдательных пунктов, а разработкой положения о централизации управления радиосвязью на флоте занялся Морской технический комитет. В августе 1907 года Апостоли был назначен заведующим наблюдательными пунктами Балтийского моря (с 8 сентября 1908 года ему были подчинены и береговые радиостанции). В конце 1907 года им была разработана и представлена в Главный морской штаб «Объяснительная записка об организации наблюдательных пунктов на Балтийском и Чёрном морях и на побережье Тихого океана», ставшая основой для дальнейших работ по выработке Положения о береговых наблюдательных пунктах Морского ведомства:565—566, 568.
В начале 1910 года приказами по Морскому ведомству были произведены назначения первых начальников Службы связи флотов: капитана 2-го ранга Н. Н. Апостоли (Балтийский флот), капитана 2 ранга В. Н. Кедрина (Черноморский флот) и корпуса флотских штурманов подполковника В. З. Лукина (Тихоокеанский флот):570.
Необходимость структурных и организационных преобразований системы радиосвязи Балтийского флота послужила основанием к смене руководства Службой связи флота. Приказом по Морскому ведомству № 1 от 3 января 1911 года начальником связи в штаб начальника действующего флота Балтийского моря вместо капитана 1-го ранга Н. Н. Апостоли был назначен капитан 2-го ранга А. И. Непенин:579.
Апостоли увлекался фотографией. Сделал фотографии большей части кораблей российского флота конца XIX — начала XX века. Его высокохудожественный иллюстрированный материал о кораблях русского флота вошёл во многие пособия, справочники и книги.
Автор книг «Руководство к изучению практической фотографии для морских офицеров и туристов» (1893) и «Популярное руководство по фотографии для начинающих» (1915).
Служил в Красном флоте с 1918 года, руководил фотолабораторией политуправления Балтийского флота, заведовал фототехнической лабораторией Музея истории Ленинграда. С 30 ноября 1924 года был зачислен в Пубалт на вакансию инструктора, и с этой должности по сокращению штатов был уволен от службы 15 июня 1926 года. В том же году принят лаборантом в ВВМУ им. Фрунзе, есть упоминания о том, что он преподавал фотодело в этом учебном заведении.
Неоднократно арестовывался. Первый раз — 4 сентября 1918 года — Петроградской ЧК «как лицо, проходящее по делу об убийстве Урицкого». Второй раз — 16 сентября 1919 года по обвинению в попытке перехода финской границы, отправлен Вологду на принудительные работы. Освобождён через год по ходатайству Управделами НКМД. С 1930 года находился в отставке. 28 ноября 1930 года Апостоли вновь был арестован, обвинён по ст. 193-24 УК РСФСР. 7 октября 1931 года осуждён к лишению права проживать в 12 крупных городах и Республике немцев Поволжья на 3 года. Реабилитирован в 1989 году.
Николай Николаевич скончался после тяжелой болезни в Ленинграде в 1937 году.

## Награды
- Орден Святого Станислава 3-й степени (1894),
- Орден Святой Анны 3-й степени (1898),
- Орден Святого Станислава 2-й степени (1901),
- Орден Святой Анны 2-й степени (1906),
- Орден Святого Владимира 4-й степени с бантом (1910) «за выслугу двадцати пяти лет в офицерских чинах и совершение восьми шестимесячных морских кампаний» (22.09.1910),
- Медали.
- Орден Красного Орла 3-го класса (1902, королевство Пруссия)

## Комментарии
1. ↑  Сын — Апостоли Николай Николаевич /младший/ (1895—1937) арестован 10 августа 1937 года, приговорён к расстрелу 31 августа 1937 года, приговор приведён в исполнение 4 сентября 1937 года. Реабилитирован Определением Военного Трибунала ЛВО 28 июля 1958 года.
2. ↑  Встречающееся в литературе утверждение о том, что Н. Н. Апостоли в 1915 году присвоен чин контр-адмирала, не находит документального подтверждения, поскольку соответствующий приказ об этом пока не выявлен. При этом его сын Н. Апостоли в автобиографии 1937 года указывал: «…отец бывший капитан 1 ранга, прослужил на флоте до 1930 г…»[1]. Сам Н. Н. Апостоли в период его службы старшим лаборантом в ВВМУ имени Фрунзе в своей анкете писал: «…Последний чин в старой армии и должность: Капитан 1 ранга, председатель комиссии Петроградского военного порта»[2].